# Michael Cacoyannis
Michalīs Kakogiannīs, in arte conosciuto col nome anglicizzato di Michael Cacoyannis (in greco: Μιχάλης Κακογιάννης, AFI: [miˈxalis kakoˈʝanis]; Limassol, 11 giugno 1922 – Atene, 25 luglio 2011), è stato un regista cipriota naturalizzato greco. È stato il primo regista greco ad acquistare una grande notorietà a livello internazionale, nonché uno dei più celebri registi greci di sempre: infatti, nella sua vita ottenne cinque candidature al Premio Oscar ed altri numerosi premi nei maggiori festival cinematografici del mondo.
Per tutta la sua carriera, il regista si dedicò molto alla trasposizione cinematografica di alcuni tra i più celebri miti della tradizione greca antica.

## Biografia

### Infanzia e formazione
Cacoyannis nacque a Limassol, nell'isola di Cipro, nel 1922, in una famiglia colta di comunisti. Suo padre, Sir Panayotis Loizou Cacoyannis, era stato nominato cavaliere nel 1936 dal governo del Regno Unito, per i servizi pubblici svolti a Cipro. La sorella del regista era la politica greca Stella Soulioti. Michael dapprima frequentò il liceo in Grecia. Successivamente, venne mandato nel 1939 a Londra da suo padre per seguire gli studi di giurisprudenza, in cui si laureò. Allo scoppio della seconda guerra mondiale fu costretto a rimanere in Inghilterra, dove iniziò a lavorare. Avvicinatosi al teatro, a Londra studiò recitazione al Central School of Dramatic Art e regia all'Old Vic School, presso la quale esordì come attore nella Salomè di Oscar Wilde, interpretando il ruolo di Erode.

### Esordi
Dopo aver prodotto alcuni programmi in lingua greca per la BBC durante la seconda guerra mondiale, Cacoyannis iniziò ad interessarsi di cinema, ma trovò difficoltà ad inserirsi nell'industria cinematografica britannica. Di conseguenza nel 1953 scelse di tornare nella sua Grecia, dove strinse amicizia con gli attori Dimitris Horn, Elli Lambetti e Ghiorgos Papas, che lo presentarono a un produttore cinematografico e aiutarono a realizzare il suo film d'esordio. Così Michael nel 1954 diresse il suo primo film, Kyriakatiko xypnima, distribuito in Italia con il titolo Risveglio domenicale, e interpretato proprio dai tre attori sopracitati. La commedia venne molto apprezzata, nonché presentata al Festival di Edimburgo del 1954.

### Il successo
Nel 1960 il regista venne candidato all'Orso d'oro per il miglior film per Eroica, al Festival di Berlino 1960.
Nel 1962 Cacoyannis vinse l'ambito Grand Prix Speciale della Giuria al Festival di Cannes per il suo film Elettra, che lo consacrò al grande pubblico, e per cui venne anche candidato all'Oscar per il miglior film straniero agli Oscar 1963. Il film narra le vicende dell'omonimo personaggio del mito greco, nonché l'intera trama dell'Orestea di Eschilo.
Il successo per il regista arrivò ufficialmente nel 1964, quando egli diresse il successo mondiale Zorba il greco, per cui venne acclamato all'unanimità dalla critica cinematografica e venne nuovamente candidato per l'Oscar per il miglior film straniero. La pellicola è l'adattamento cinematografico del romanzo del grande Nikos Kazantzakis Zorba il greco.
Nel 1967 gli venne offerta la possibilità di dirigere le più grandi star del cinema del tempo, Elizabeth Taylor e Marlon Brando, nel film Riflessi in un occhio d'oro, ma tuttavia il regista rifiutò.
In seguito lavorò in numerose occasioni con Irene Papas e nel 1971 diresse anche Katharine Hepburn ne Le troiane. Nel 1977 Michael diresse Ifigenia, altro successo internazionale, che riprende le vicende narrate nell'Orestea di Eschilo e nell'Ifigenia in Aulide di Euripide.
Michael Cacoyannis fu anche un importante traduttore di opere teatrali, sia in lingua greca antica che in lingua inglese. Infatti, si dedicò alla traduzione delle tragedie storiche più importanti di William Shakespeare, quali il Giulio Cesare e Antonio e Cleopatra, nonché di Coriolano e Amleto dall'inglese al greco e della celebre tragedia di Euripide Le Baccanti dal greco all'inglese.

### Morte
Michael Cacoyannis è morto il 25 luglio 2011 ad Atene, all'età di 89 anni.

## Vita privata
Dal 1959 al 1967 ebbe una relazione con Yael Dayan, grande politica e scrittrice israeliana.

## Filmografia
- Risveglio domenicale (1954)
- Stella, cortigiana del Pireo (1955)
- Ragazza in nero (1956)
- L'ultima bugia (1958)
- Eroica (1960)
- Il relitto (1961)
- Elettra (1962)
- Zorba il greco (1964)
- Il giorno in cui i pesci uscirono dal mare (1967)
- Le troiane (1971)
- La storia di Giacobbe e Giuseppe (1974) - film TV
- Attilas '74 (1974) - documentario
- Ifigenia (1977)
- Sweet Country (1987)
- Su, giù e lateralmente (1993)
- Il giardino dei ciliegi (1999)

## Riconoscimenti[15]
- Premio Oscar
  - 1963 - Candidatura per il miglior film straniero per Elettra[16]
  - 1965 - Candidatura per il miglior film per Zorba il greco[17]
  - 1965 - Candidatura per il miglior regista per Zorba il greco
  - 1965 - Candidatura per la miglior sceneggiatura originale per Zorba il greco
  - 1978 - Candidatura per il miglior film straniero per Ifigenia[18]
- Festival di Cannes
  - 1954 - Candidatura per la Palma d'oro per Risveglio domenicale
  - 1955 - Candidatura per la Palma d'oro per Stella, cortigiana del Pireo
  - 1956 - Candidatura per la Palma d'oro per Ragazza in nero
  - 1957 - Candidatura per la Palma d'oro per L'ultima bugia
  - 1961 - Candidatura per la Palma d'oro per Il relitto
  - 1962 - Candidatura per la Palma d'oro per Elettra
  - 1962 - Grand Prix Speciale della Giuria per Elettra
  - 1962 - Technical Award per Elettra[19]
  - 1977 - Candidatura per la Palma d'oro per Ifigenia

- Festival di Berlino
  - 1960 - Candidatura per l'Orso d'oro per Eroica[20]
  - 1963 - David O. Selznick Award per Elettra

- David di Donatello
  - 1965 - Miglior film straniero per Zorba il greco[21]